# Atmosfera semântico-pragmática
Atmosfera semântico-pragmática é um conceito elaborado por Marcio Pugliesi, que visa a superar as posições da filosofia da consciência e da filosofia da linguagem. A superação se dá de acordo com os seguintes pressupostos: na medida em que a representação (nova presentação de algo dentro da mente - problema da filosofia da consciência) uma aporia se põe de imediato: ou a representação é fidedigna (que não precisa ser verdadeira) ao representado, visto como dado, ou não é. Não há aparelhamento mental que possa discernir em qual situação o cognoscente se encontra (Ver Hegel, Brentano, Husserl). O problema recrudesce com Marx que identifica uma falsa consciência decorrente de pressupostos de classe praticamente inafastáveis da vida cotidiana. Por outro lado, Wittgenstein, em particular em suas investigações filosóficas, procura um método de imersão para alcançar o sentido da linguagem. Berger e Luckman, procuram um outro viés mostrando a categoria metafórica dos enunciados sobre a "realidade" não mais dada, mas construída. O sujeito, que já havia sido, desde sua construção kantiana atacado pela ideia de cidadão (superação dialética da relação senhor e escravo) hegeliana, transformado em classe por Marx, passa a ser sistematicamente desconstruído no atual estágio da modernidade (pós-modernidade para alguns) a ponto de só subsistir no átimo, na exposição lacaniana. O giro que o conceito dá é de reconhecer que o que se chama consciência de ordem teórica, mas que, partindo de uma teoria semântica será possível entender que o sujeito se transforme numa quantidade muito grande de significados e sentidos que só são identificáveis pelo agir desse sujeito. Dado o input (qualquer situação/lugar da ação), só pelo output (ação de alguma categoria/ou inação ou omissão) se poderá saber o que o input processado poderá significar ou apresentar sentido.